# Christer Somme
Christer Abrahamsson Somme, auch Kristofer Somme oder Krister Some, (* um 1565; † 19. Oktober 1618 in Rohlstorf)  war ein schwedischer Feldmarschall.

## Leben

### Familie
Christer war Angehöriger des schwedischen Adelsgeschlechts Somme. Seine Eltern waren Abraham Germundsson Somme († 1587) und Märta Christiernsdotter (geborene Siöblad). Er vermählte sich mit Maria Magdalena von Massenbach, die Ehe blieb ohne Kinder.

### Werdegang
Somme, seit 1599 Oberst des småländischen Kontingents, nahm am Feldzug in Livland teil und konnte sich in der Schlacht bei Kokenhusen auszeichnen. Dennoch geriet er in polnische Gefangenschaft und kam erst 1602 wieder frei. Nun wurde er Gouverneur auf der Burg in Narwa und 1603 Gouverneur von Hapsal. 1605 avancierter er zum Feldmarschall und nahm 1609 am Zug Jakob De la Gardies nach Moskau teil, in dessen Folge es zum Ingermanländischen Krieg kam. Er war während des Kalmarkrieges Gouverneur von Kalmar, das er an Dänemark übergab und trat als General in dänische Dienste übertrat. Christian IV. verlehnte ihm 1614 das Gut Rohlstorf, wo er vier Jahre später ermordet wurde.
Somme war wegen der Übergabe Kalmars und seines Übertritts nach Dänemark in Schweden über seinen Tod hinaus lange Zeit sehr bekannt und galt als Sinnbild bzw. Synonym des Verrats schlechthin. Der Abgang eines schwedischen Feldmarschalls auf diese Weise blieb einmalig.